# Det er for børn
Det er for børn er en dansk dokumentarfilm fra 2012, der er instrueret af Thomas Bartels og Finn Nørgaard.

## Handling
En film til børn og unge hvis forældre er i fængslet. Hovedformålet med projektet er at gøre barnets møde med kriminalforsorgens institutioner så skånsom og tryg som mulig.